# Brannens
Brannens (okzitanisch Branens) ist eine französische Gemeinde mit 259 Einwohnern (Stand: 1. Januar 2022) im Département Gironde in der Region Nouvelle-Aquitaine. Sie gehört zum Arrondissement Langon und zum Kanton Le Réolais et Les Bastides. Die Einwohner werden Brannensois genannt.

## Geographie
Brannens liegt etwa 56 Kilometer ostsüdöstlich von Bordeaux. Umgeben wird Brannens von den Nachbargemeinden Bieujac im Norden, Savignac im Osten sowie Auros im Süden und Westen.

## Bevölkerungsentwicklung
| 1962                      | 1968 | 1975 | 1982 | 1990 | 1999 | 2006 | 2013 |
| ------------------------- | ---- | ---- | ---- | ---- | ---- | ---- | ---- |
| 205                       | 178  | 162  | 176  | 193  | 173  | 212  | 221  |
| Quelle: cassini und INSEE |      |      |      |      |      |      |      |

## Sehenswürdigkeiten
- Kirche Saint-Sulpice aus dem 11./12. Jahrhundert

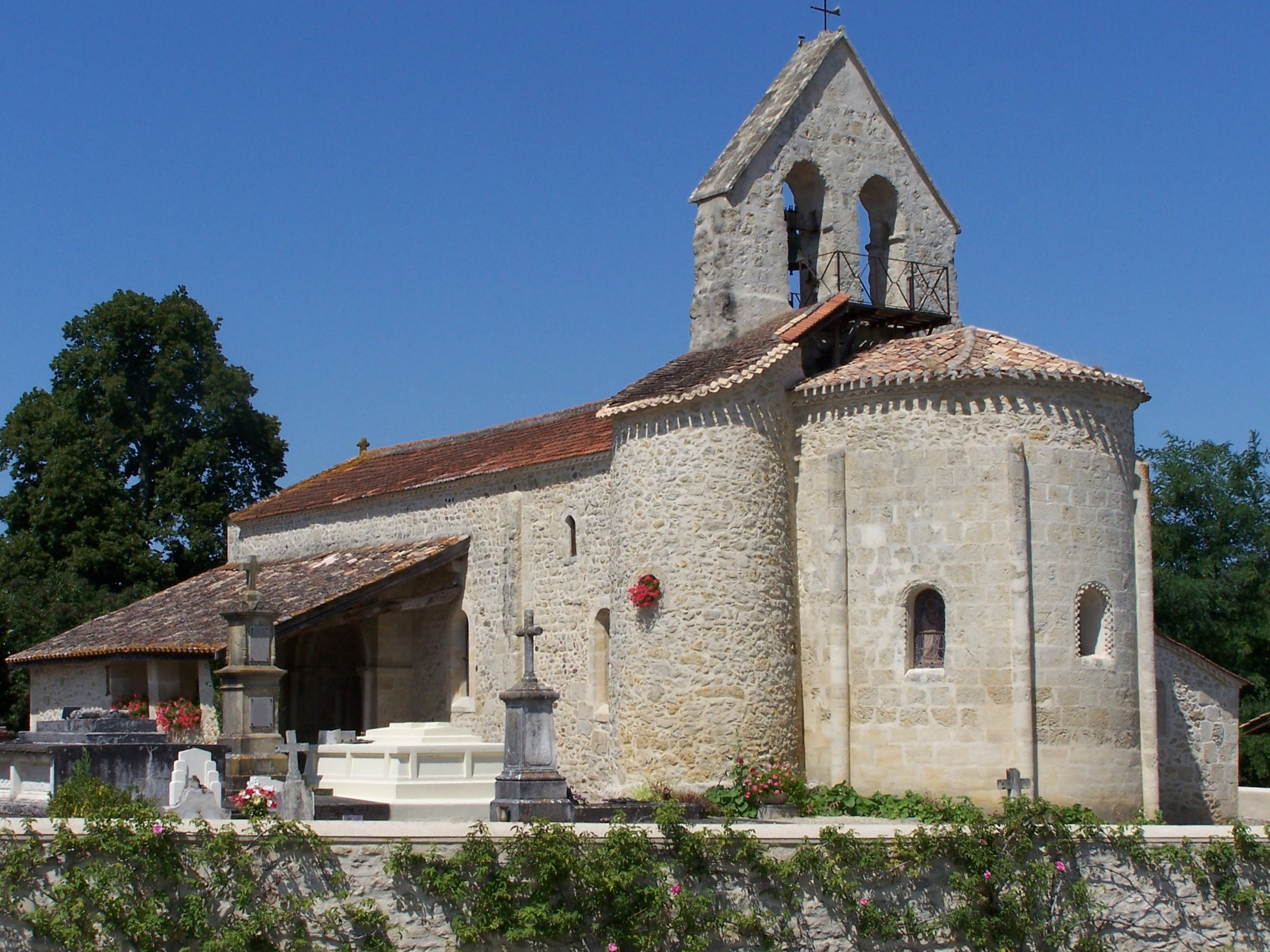
Kirche Saint-Sulpice